# Сара Ли Лукас
Фредерик Страйтхорст (младший) — первый барабанщик группы Marilyn Manson. До этого он выступал под именем Сары Ли Лукаса, потом — С. Л. Лукас либо просто Лукас. Часть имени Фредерик взял у американского серийного убийцы Генри Ли Лукас, а другую часть у компании по продаже выпечки Sara Lee. После того, как Фредерик покинул группу Marilyn Manson в 1995, он стал выступать в различных индустриальных группах, используя африканскую технику игры на барабанах и экспериментируя с цифровыми барабанами. Также он занялся своей компанией (Masterlab) по мастерингу звукозаписей.

## Карьера

### 1983—1990

#### 333 Lunatic Lane, Black Janet, India Loves You
До вступления в группу Marilyn Manson Фредерик был барабанщиком в южнофлоридских группах «333 Lunatic Lane», «Black Janet» и «India Loves You». В последней, кстати, выступал будущий член группы Marilyn Manson Дэйзи Берковиц.

### 1991—1995

#### Marilyn Manson and the Spooky Kids,Marilyn Manson
С группой Marilyn Manson Фредерик записал альбом Portrait of an American Family, спродюсированный Трентом Резнором и Аланом Молдером. Кроме этого, он помог с материалом для альбомов Smells Like Children и Antichrist Superstar. Он принял участие в Self Destruct Tour вместе с Nine Inch Nails, и в турне группы Marilyn Manson в 1995 году. В 1998 году Фредерик обвинил Мэрилина Мэнсона в неуплате гонорара и покинул группу.

### 1996 — наст. время

#### Electroshock Therapy, Nocturne, Kuzmark
Фредерик и его партнёр Трейс начали электро-индустриальный проект под названием Electro-Shock Therapy в 1996. С более чем тысячью треками и контрактом с Red Entertainment, они продолжают записывать музыку и развивать проект.
В 2002 году Фредерик участвовал в коротком турне рок-группы Nocturne. В ноябре того же года Трейс и Фредерик выступали с индустриальной группой Ambionica, и Фредерик с солистом группы начали небольшой музыкальный проект под названием Kuzmark. В 2003 году они выступили с этим проектом в южной Флориде.

#### Masterlab
Фредерик и Трейс основали Masterlab в 1996. Они являются главами фирм по производству CD и DVD, студий графического дизайна в Орландо (Флорида) и компании по мастерингу звукозаписей.